# Katastralgemeinde Mirnig
Die Katastralgemeinde Mirnig ist eine von zehn Katastralgemeinden der Gemeinde Eberstein im Bezirk Sankt Veit an der Glan in Kärnten (Österreich). Sie hat eine Fläche von 1099,40 ha.
Die Katastralgemeinde gehört zum Sprengel des Vermessungsamtes Klagenfurt.

## Lage
Die Katastralgemeinde liegt im Osten der Gemeinde Eberstein, im Südosten des Bezirks Sankt Veit an der Glan. Landschaftlich liegt sie im Südwesten der Saualpe, in etwa zwischen dem Tisäckerbach im Norden und dem Mirnigbach im Süden. Die Katastralgemeinde erstreckt sich über eine Höhenlage von 680 m ü. A. am Tisäckerbach am Nordwestrand der Katastralgemeinde bis zu 1901 m ü. A. am Speikkogel im Nordosten.

## Ortschaften
Auf dem Gebiet der Katastralgemeinde Mirnig liegt die Ortschaft Mirnig.

## Vermessungsamt-Sprengel
Die Katastralgemeinde gehört seit 1. Jänner 1998 zum Sprengel des Vermessungsamtes Klagenfurt. Davor war sie Teil des Sprengels des Vermessungsamtes St. Veit an der Glan.

## Geschichte
Ende des 18. Jahrhunderts wurden die Kärntner Steuergemeinden (später: Katastralgemeinden) gebildet und Steuerbezirken zugeordnet. Die Steuergemeinde Mirnig wurde Teil des Steuerbezirks Eberstein.
Im Zuge der Reformen nach der Revolution 1848/49 wurden in Kärnten die Steuerbezirke aufgelöst und Ortsgemeinden gebildet, die jeweils das Gebiet einer oder mehrerer Steuergemeinden umfassten. Die Steuer- bzw. Katastralgemeinde Mirnig wurde Teil der Gemeinde Eberstein. Die Größe der Katastralgemeinde wurde 1854 mit 1909 Österreichischen Joch und 40 Klaftern (ca. 1099 ha, also etwa die heutige Fläche) angegeben; damals lebten 183 Personen auf dem Gebiet der Katastralgemeinde.
Die Katastralgemeinde Mirnig gehörte ab 1850 zum politischen Bezirk Sankt Veit an der Glan und zum Gerichtsbezirk Eberstein. Von 1854 bis 1868 gehörte sie zum Gemischten Bezirk Eberstein. Seit der Reform 1868 ist sie wieder Teil des politischen Bezirks Sankt Veit an der Glan, zunächst als Teil des Gerichtsbezirks Eberstein, seit dessen Auflösung 1978 als Teil des Gerichtsbezirks St. Veit an der Glan.